# Calakmul (kommun)
Calakmul är en kommun i Mexiko.   Den ligger i delstaten Campeche, i den östra delen av landet, 1 000 km öster om huvudstaden Mexico City. Antalet invånare är 23 814. Arean är 13 839 kvadratkilometer.
Terrängen i Calakmul är huvudsakligen kuperad, men den allra närmaste omgivningen är platt.
Följande samhällen finns i Calakmul:
- Xpujil
- Ingeniero Ricardo Payro Jene
- Santo Domingo
- Xbonil
- Manuel Castilla Brito
- Unión 20 de Junio
- La Virgencita de la Candelaria
- Cinco de Mayo
- El Carmen II
- Ley de Fomento Agropecuario
- Quiché de las Pailas
- José María Morelos y Pavón
- El Manantial
- Once de Mayo
- Felipe Ángeles
- Nuevo Campanario
- Lázaro Cárdenas Número 2
- Nuevo San José
- La Lucha
- Pioneros del Río Xnohá
- La Guadalupe
- Dos Lagunas
- Nueva Vida
- Ricardo Flores Magón
- Becán
- Centauros del Norte
- Niños Héroes
- Los Tambores de Emiliano Zapata
- Eugenio Echeverría Castellot
- Veintiuno de Mayo
- Josefa Ortíz de Domínguez
- Dos Lagunas
- Concepción
- Caña Brava
- La Victoria
- Justo Sierra Méndez
- Nuevo Paraíso
- El Chichonal
- Unidad y Trabajo
- Los Alacranes
- El Refugio
- Hermenegildo Galeana
- La Lucha
- Bella Unión Veracruz